# 노스웨스트레스터셔

노스웨스트레스터셔의 위치

노스웨스트레스터셔(영어: North West Leicestershire)는 잉글랜드 레스터셔주에 위치한 비도시 자치구로 중심 도시는 콜빌이며 인구는 95,882명(2014년 기준), 면적은 279.3km2이다.